# Annetta Turrisi Colonna
Annetta Turrisi Colonna, princesse de Fitalia, née à Palerme le 4 août 1820, morte à Castelbuono le 14 février 1848, est une peintre italienne.

## Biographie
Annetta est la première fille du baron Mauro Turrisi, et de Rosalia Colonna, de la famille des ducs de Cesarò. Son frère aîné est le futur sénateur et maire de Palerme, Nicolò Turrisi Colonna. Sa sœur cadette est la poétesse Giuseppina Turrisi Colonna. Ses autres frères sont Giuseppe, duc de Bissana, également épris de poésie, et Antonio, prince de Palagonia. Ils vivent dans le palais Asmundo, face à la cathédrale de Palerme.
Avec sa sœur, elle apprend le français à l'institut des sœurs Revillon et reçoit une éducation artistique et politique. Elle étudie la peinture auprès de Giuseppe Patania puis de Salvatore Lo Forte. Elle peint des sujets historiques et religieux, des paysages et des portraits.
En 1843, elle épouse Pietro Settimo, prince de Fitalia et meurt en février 1848 de la tuberculose. Elle est enterrée dans l'église San Domenico dans un monument orné d'une statue féminine, œuvre de jeunesse d'Antonio Canova. Sa sœur, morte trois jours plus tard, est également inhumée à San Domenico.